# Bisdom Jataí
Het bisdom Jataí (Latijn: Dioecesis Iataiensis) is een rooms-katholiek bisdom met als zetel Jataí, in Brazilië. Het bisdom is suffragaan aan het aartsbisdom Goiânia.

## Geschiedenis
Het bisdom werd opgericht op 21 juni 1929, als territoriale prelatuur Jataí, uit delen van het bisdom Goiás. Op 26 maart 1956 werd het verheven tot bisdom. 

## Parochies
Het bisdom had in 2021 een oppervlakte van 58.976 km2 en telde 658.844 inwoners waarvan 79,4% rooms-katholiek was.

## Bisschoppen
- Germán Vega Campón (19 april 1941 - 8 mei 1955)
- Abel Ribeiro Camelo (17 januari 1957 - 14 mei 1960)
- Benedito Domingos Vito Coscia (8 juni 1961 - 24 februari 1999)
  - Mathias William Schmidt (hulpbisschop : 10 juni 1972 - 14 mei 1976)
- Miguel Pedro Mundo (24 februari 1999 - 18 mei 1999; hulpbisschop sinds 6 maart 1978)
- Aloísio Hilário de Pinho (22 december 1999 - 16 december 2009)
- José Luiz Majella Delgado (16 december 2009 - 28 mei 2014)
- Nélio Domingos Zortea (18 november 2015 - 29 maart 2023)
- Joaquim Carlos Carvalho (18 november 2023)

Goiânia (aartsbisdom) · Anápolis · Goiás · Ipameri · Itumbiara · Jataí · Rubiataba-Mozarlândia · São Luís de Montes Belos